# 廈門航空
厦门航空（英語：Xiamen Air，简称厦航或白鷺，英文注册名称：XIAMENAIR，IATA代号：MF，ICAO代号：CXA），成立於1984年7月25日，是一家总部位于福建省厦门的航空公司，亦為中国首家以企业化自主运营的航空公司，由中国民航总局上海管理局、厦门经济特区建设发展公司（现厦门建发集团）与福建投资企业公司合资建立。

## 運營簡況
廈門航空在北京设北方总部，旗下设有福州、杭州、天津、臺北、湖南、北京、泉州、重庆、上海等9家分公司和河北航空（持股99.47%）、江西航空（持股60%，原厦航南昌分公司为基础组建）等2家附属公司和貨運物流公司商舟航空物流（持股37.9%）。厦门航空成立於1984年7月25日，是中国首家以企业化自主运营的航空公司，由中国民航总局上海管理局、厦门经济特区建设发展公司（现厦门建发集团）与福建投资企业公司合资建立。现股东为中国南方航空股份有限公司（持股55%）、厦门建发集团有限公司（持股34%）和福建省投资开发集团有限责任公司（持股11%）。厦航现任董事长为赵东，总经理为王志学。
厦门航空以廈門高崎國際机場、北京大興國際機場、福州長樂國際機場和杭州蕭山國際機場为运营基地，经营国内国际航线320条以上，每周执行航班3,500至4,000架次，年承运旅客近2,500万人，主要飞航城市分佈东亚及东南亚和东北亚城市。厦门航空的徽标为“一鹭高飞”，是中国驰名商标，其常旅客计划为厦航白鹭常旅客计划。航线特色是机上广播除了采用普通话和英语外，部分也使用闽南话进行播音，闽南语广播由原中央人民广播电台对台广播、厦门广电播音员夏慧负责；并会在一些航班上提供有闽南特色的工夫茶。
廈門航空現在是國際航空聯盟天合聯盟的正式成員企業，也是大中華區第四家天合聯盟正式成員（前三家為東航、華航、南航，其中南航已於2019年1月1日退出該聯盟，厦门航空作为独立成员留在天合联盟）。

## 歷史

### 公司创立

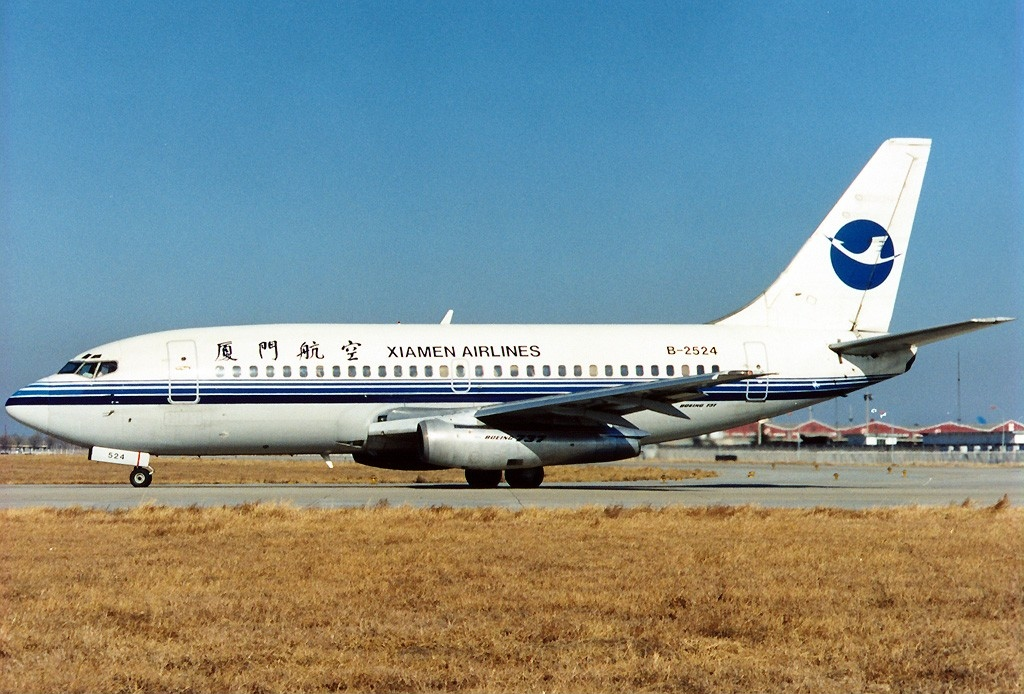
廈門航空的波音737-200，圖中B-2524為波音公司製造的最後一架737-200

中华人民共和国成立后，由于厦门位于台湾海峡前沿，长期处于战备状态，没有自己的民航机场。当时厦门的市民及回乡探亲的华侨只能坐船或者坐火车，厦门和外界交流都需要耗费不少时间，这个矛盾，在厦门经济特区设立之后更为突出。一直到1982年1月10日，中央军委、国务院批准厦门高崎机场动工。次年10月，厦门高崎机场恢复通航，缓解了一部分需求。
但光有机场，没有基地航空公司运营，还是解决不了厦门运力短缺的问题。在厦门机场通航仪式上，福建省人民政府副省长张遗向参加通航仪式的中国民航局局长沈图提议由民航局和福建省合作成立一家航空公司并当场获得支持。之后中共福建省委立即委派张遗副省长、厦门市向真副市长一起和中国民航局计划司王道司长研究成立航空公司事宜。
1983年10月16日，美国夏威夷阿罗哈航空时任董事长，美籍华人陈庆和一行曾到访厦门，研究在厦门合作成立中外合资航空公司项目。据当时参与组建厦航的吴忠良回忆，当时阿罗哈航空甚至有把其基地迁至厦门的打算。
1984年1月10日，厦门市政府草拟《中外合资经营中国厦门特区联合航空有限公司的设想方案和意见》。1月25日，福建省、厦门市相关人员还赴中国民航局汇报时提到，只要飞机和资金有保证，优先考虑民航局和福建省联合承办。随后，中国民航局和福建省、厦门市召开专题会议，对拟筹组中外合资经营航空公司的方案，最后以航权等问题否定了厦门市政府拟定的中外合资经营航空公司方案。
1984年3月2日，中国民航局和福建省政府联合下发《关于同意合资经营厦门航空有限公司协议的批复》。
1984年7月25日，厦门航空有限公司正式成立，是国内首家综合性地方航空企业，也是第一家由中央和地方合资的航空公司，当时由中国民航总局上海管理局（中国东方航空前身）（50%）、厦门经济特区建设发展公司（25%）和福建投资企业公司（25%）共同出资，基地设在厦门高崎机场。
廈門航空於成立初期自我定位為区域航线，但創立之初三家股東的2000萬元投資暫未到位，只憑5000元人民幣在銀行開戶註冊，没有自己的飞机，更没有自己的涂装。
1985年1月5日上午9：55分，厦门航空有限公司一架湿租代飞的波音737客机，经过2小时32分的空中飞行，于12时27分安全降落在北京首都机场，这是厦门航空有限公司开辟的第一条航线。同日下午，该公司的第二条航线，厦门-广州航线也正式开航，厦门市副市长江平，以及厦门航空公司的领导人等参加了开航活动。1月10日，该公司开辟了第三条航线：厦门-上海航线。这些航线中民航上海管理局飞机代飞上海—厦门、厦门—广州航班，每周各一班；民航广州管理局（中国南方航空前身）飞机代飞广州—厦门，厦门—北京航班和厦门—香港包机航班，每周各一班。1985年2月12日，厦航租赁引进了第一架737-200飞机。1985年12月18日，厦航第一届董事会第三次会议暨第二届董事会第一次会议决定同意民航上海管理局在厦航的股份转给民航广州管理局，各方出资比例不变，修改了厦航3家股东合资经营厦航的协议和厦航章程并上报批准后于1986年1月1日生效。至11月16日，厦航第一架B737-200型飞机由广州转场以厦门为基地自主组织运营，1987年11月，厦航引入第二架B737-200飞机，这一年，厦航扭转前三年经营亏损首次盈利317万元。

### 发展历程

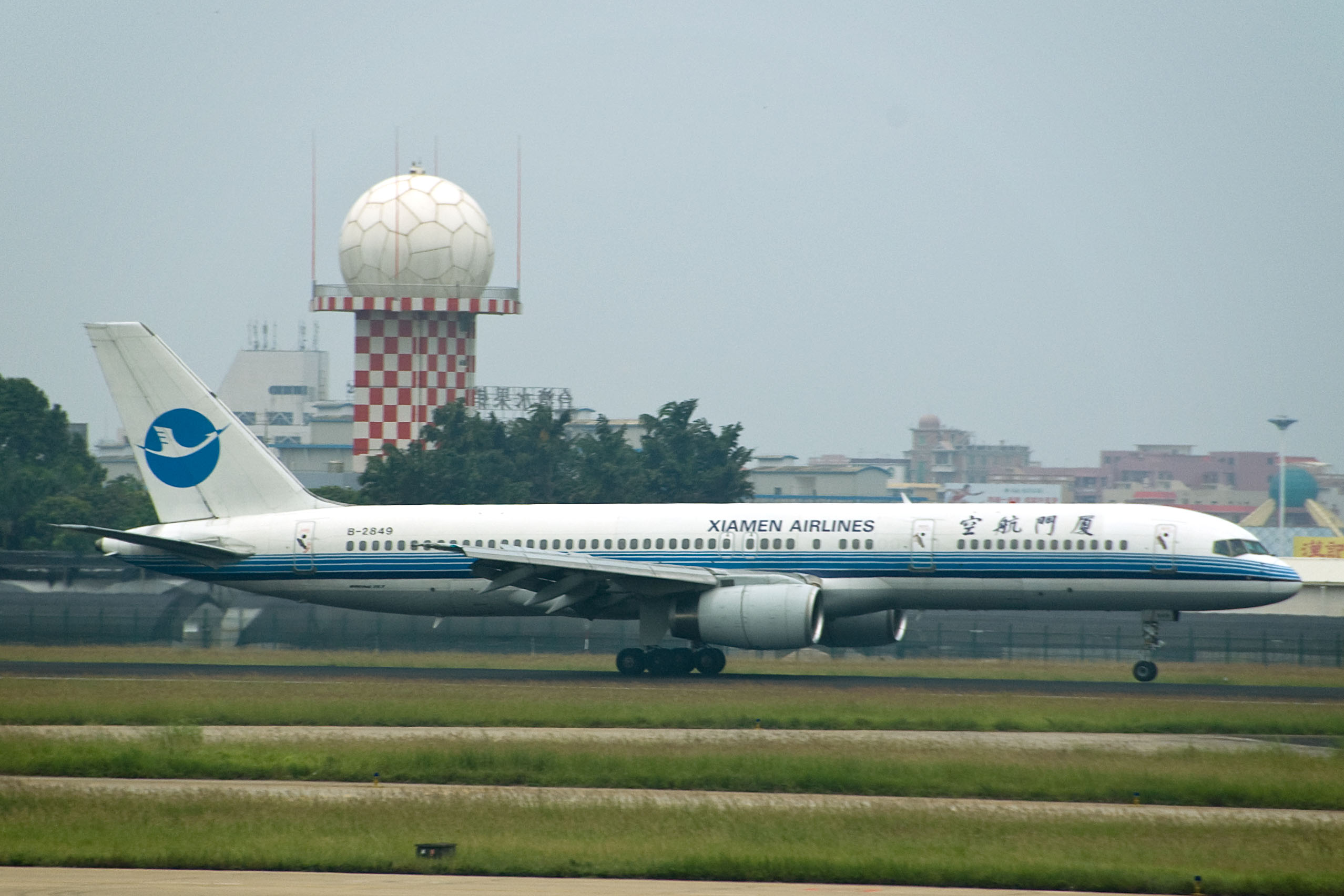
厦航第一代涂装波音757-25C型客机在厦门高崎机场着陆

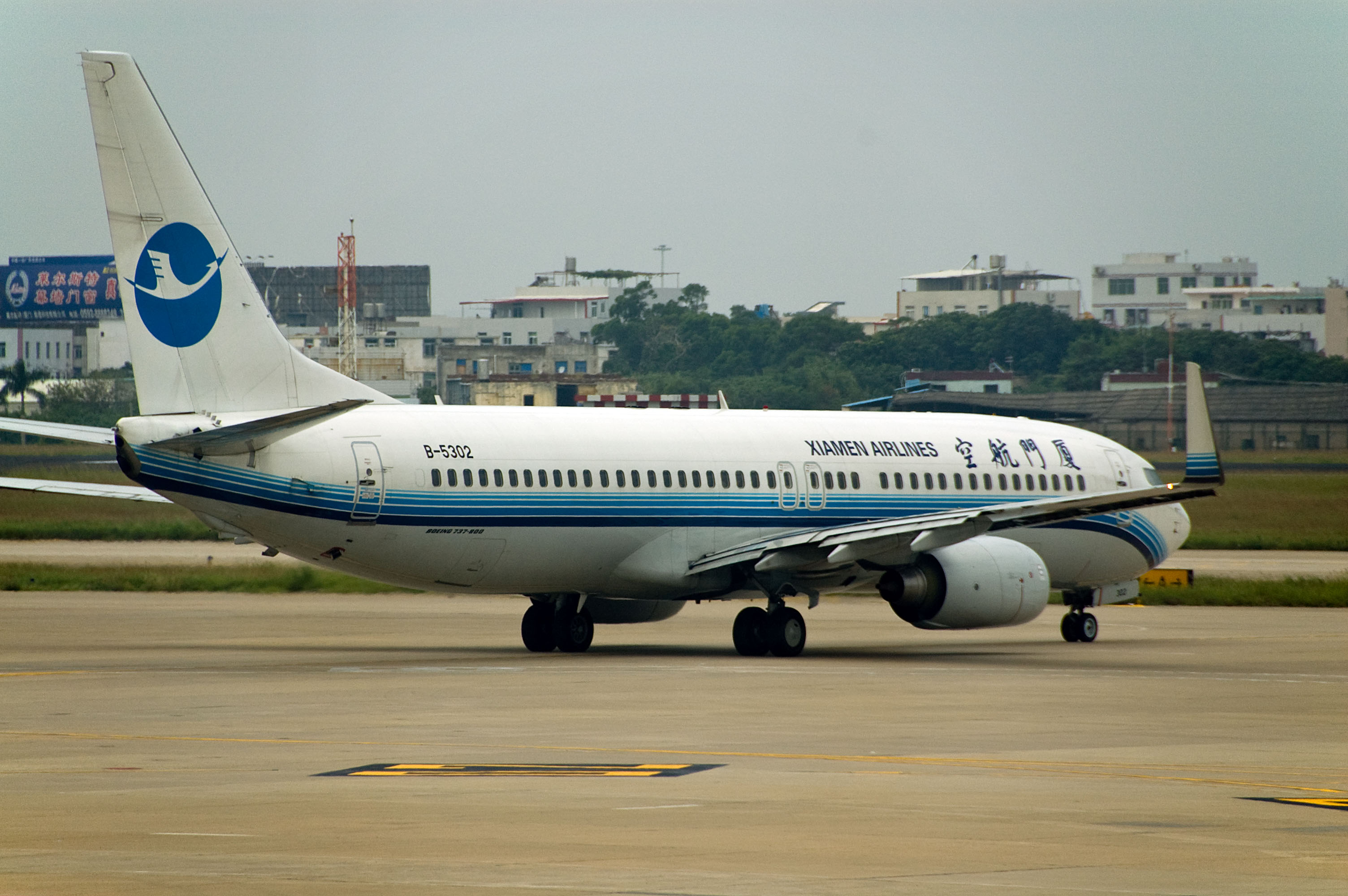
厦航第二代涂装波音737-800型客机在厦门高崎机场滑行

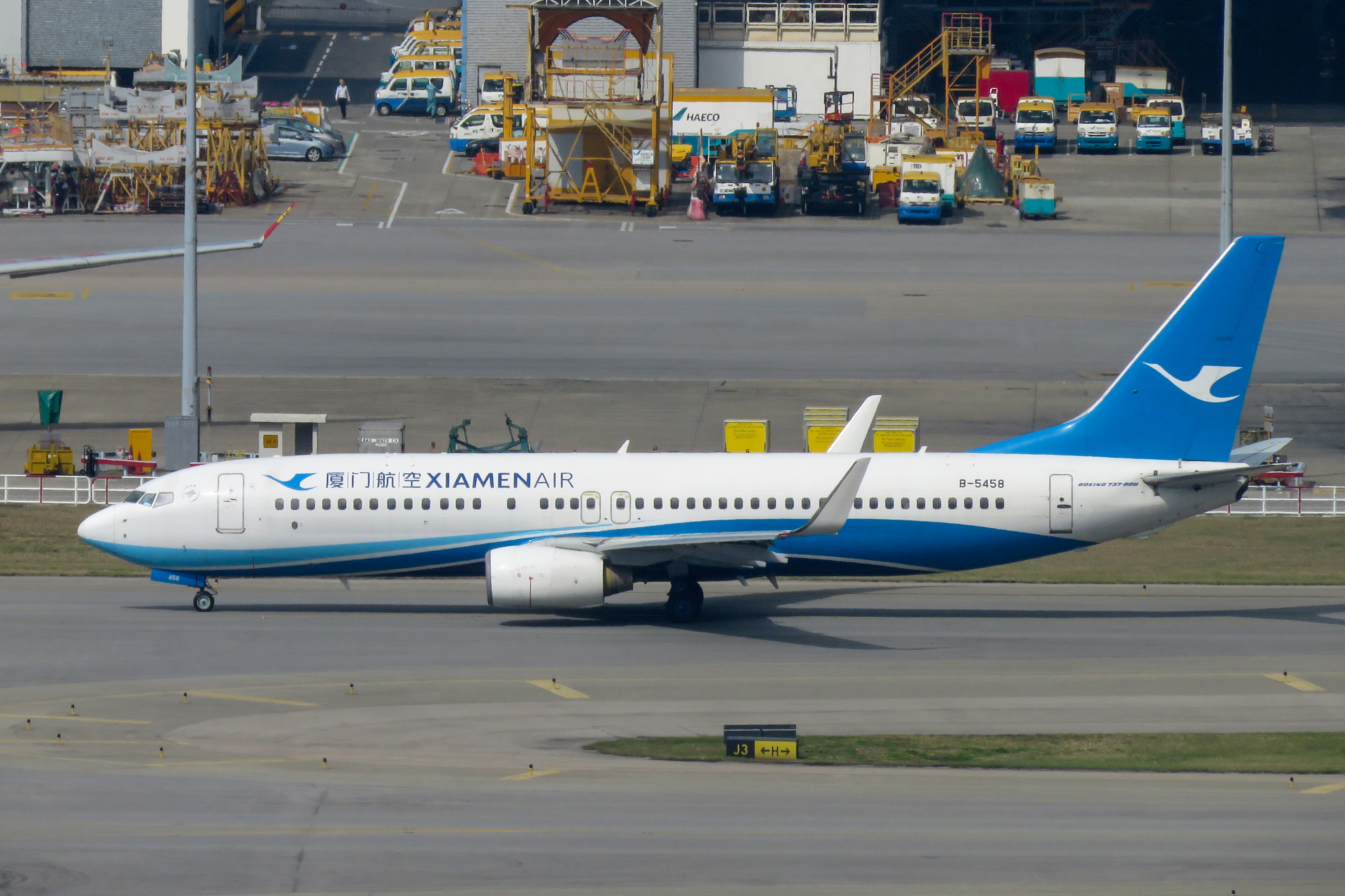
厦航第三代涂装波音737-800型客机在香港國際机场滑行

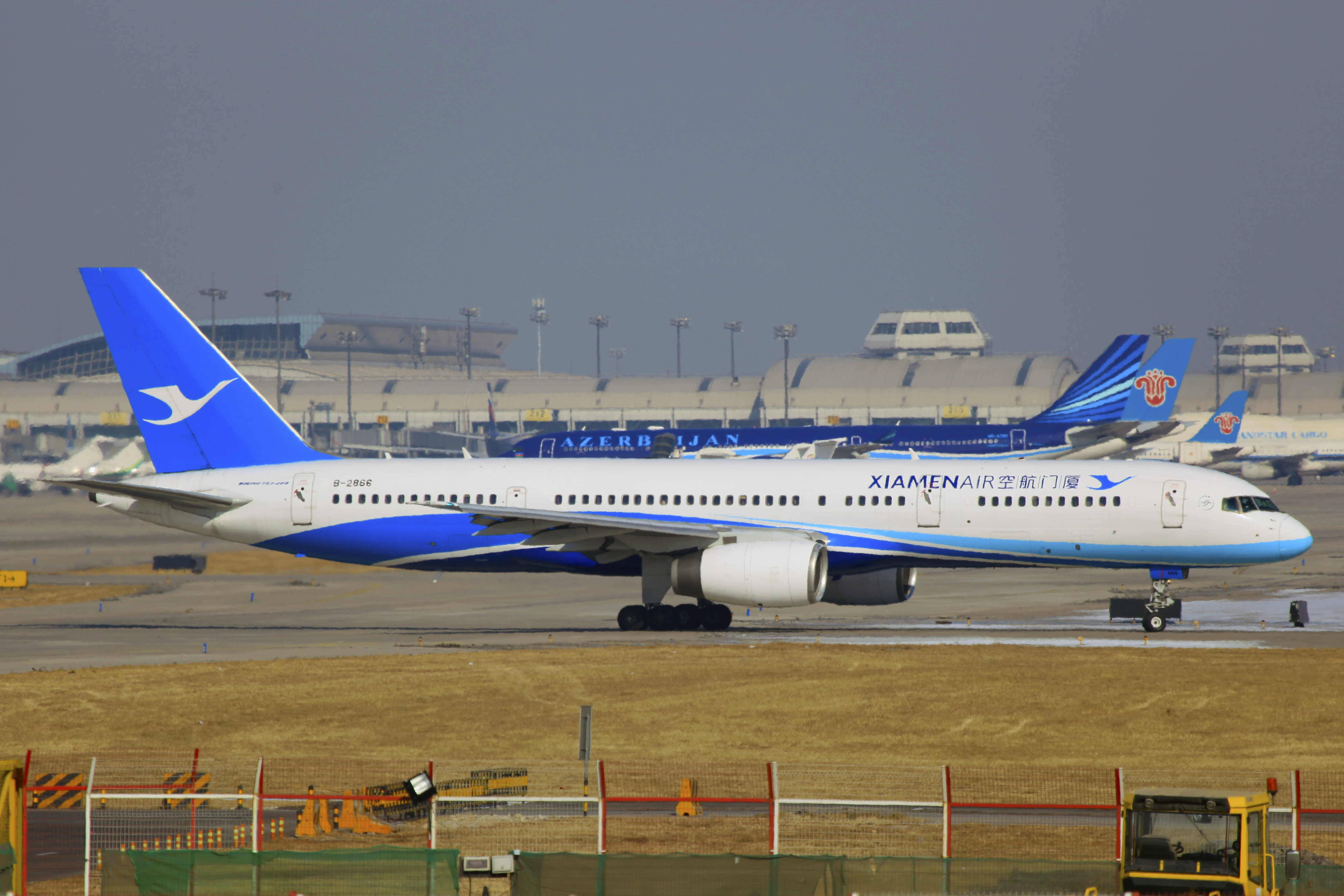
廈航第三代塗裝波音757-25C型客机在北京首都國際機場滑行

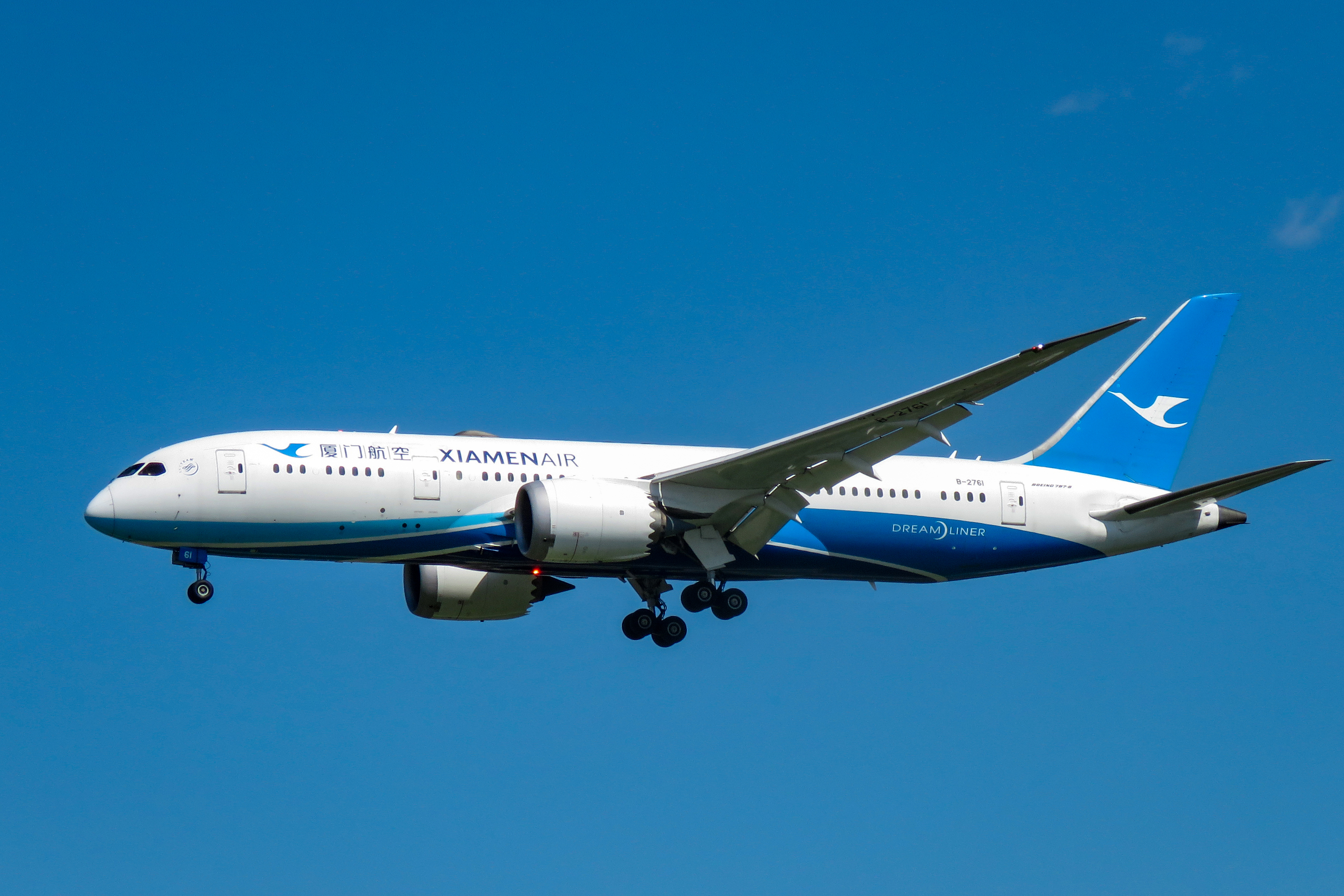
波音787-8为厦航第一款宽体客机

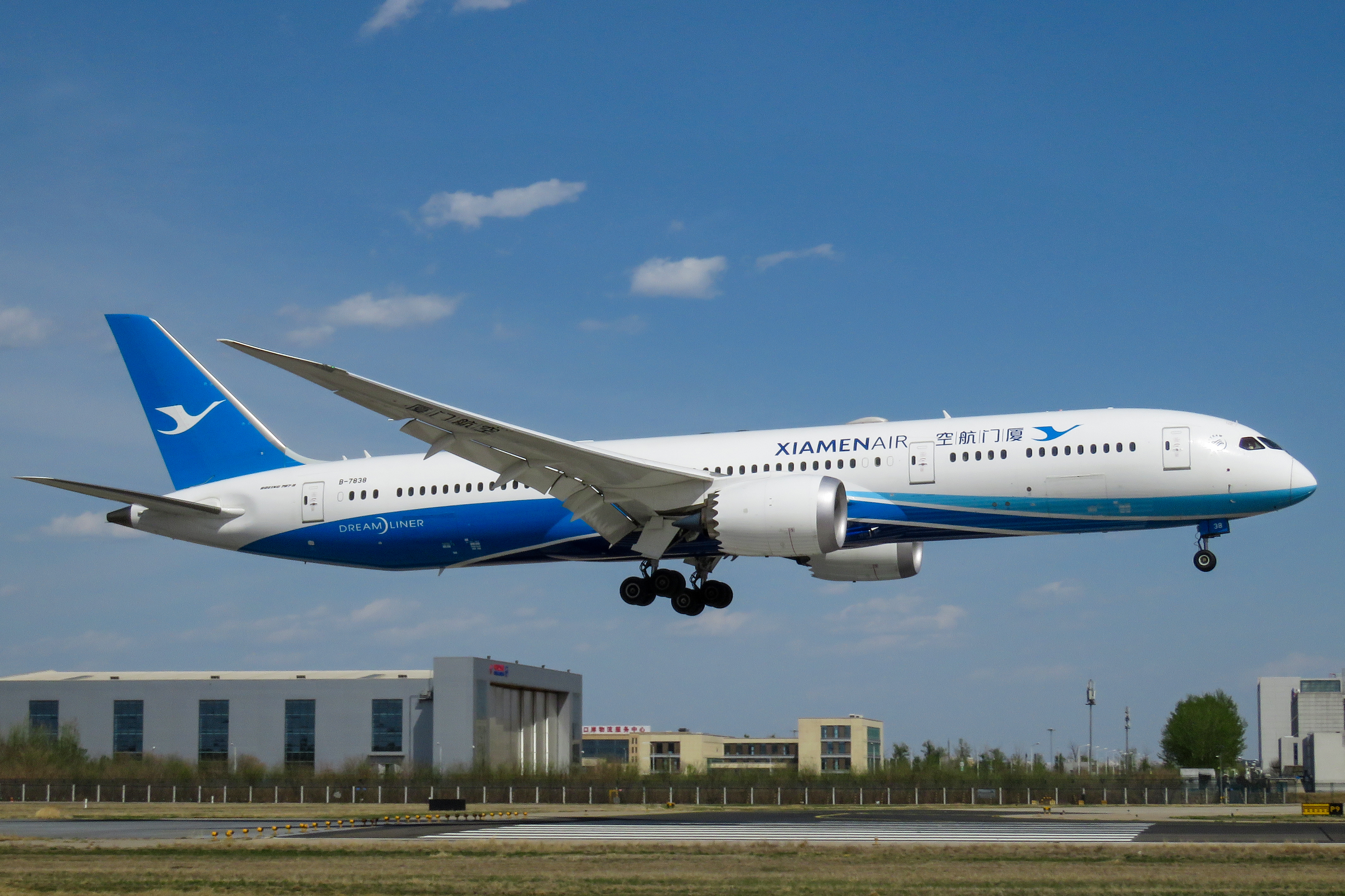
厦航的波音787-9型客机正在降落在北京首都國際機場

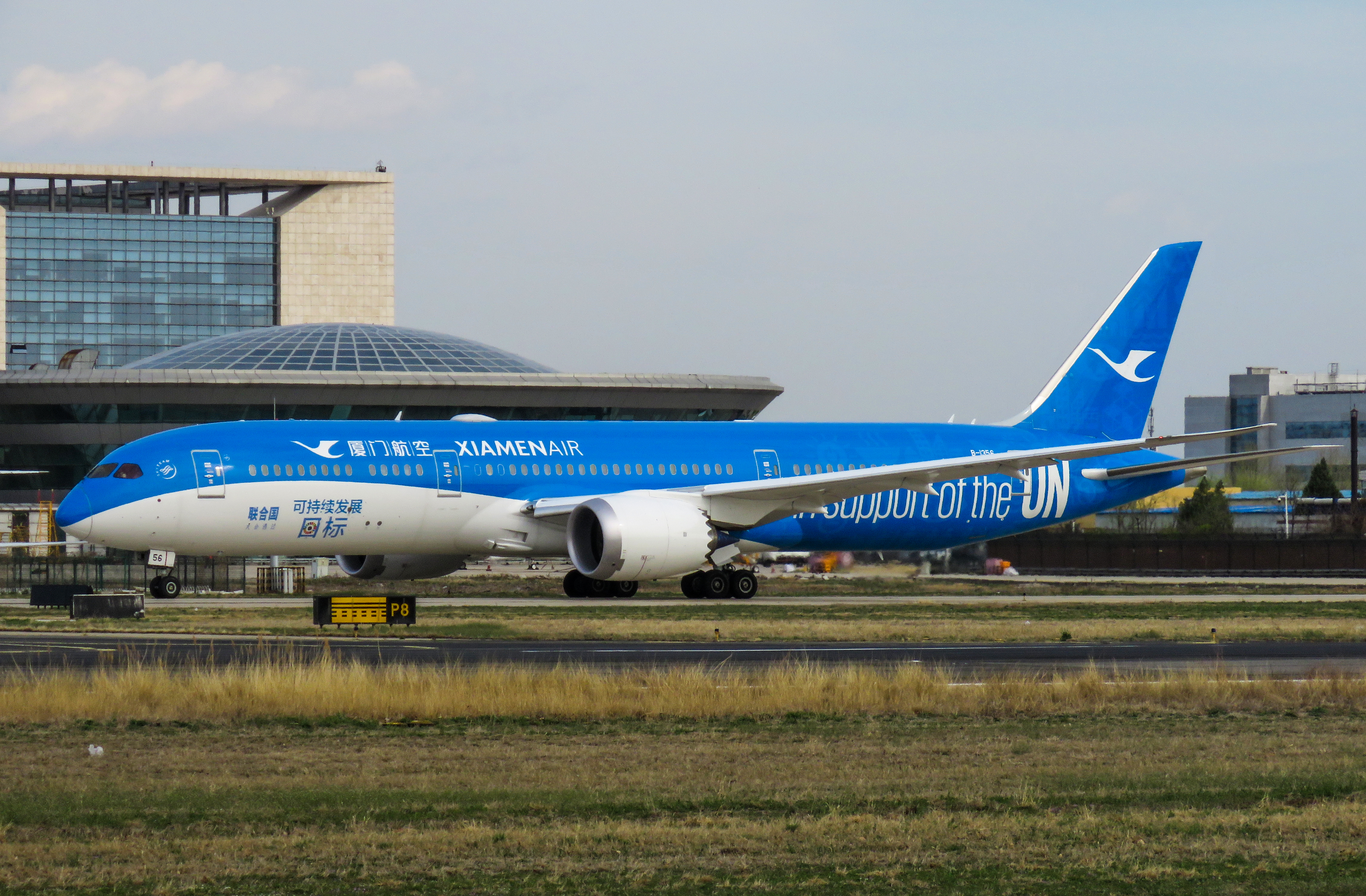
厦航于2017年与联合国开展可持续发展目标合作，图为披有可持续发展目标涂装的波音787-9

廈門航空在企業組織、經營管理、運輸服務各方面創新突破。成立時定位為獨立核算、自負盈虧的有限責任公司，1989年對組織機構、人事管理、勞務分配、住房制度、醫療保險、員工福利等進行改革，1997年實施員工合約制。
1985年1月，廈門航空公司濕租中國民航廣州管理局（即現在其母公司中國南方航空）一架波音737-200（註冊號B-2516），以中國民航為其代飛的形式開始運營。南航后將B-2516飛機轉賣予廈門航空，2003年該機在寧波櫟社國際機場被寧波機場地勤拖車撞擊報廢，机身于2004年运往天津中国民航学院作教学科研用途。
1986年11月16日，廈航第一架飛機由廣州轉場至廈門展開運營，至此，廈航告別濕租飛機并由其他航空公司（主要是中國民航）代飛的歷史，開始了自主經營。同年，廈門航空告別虧損，拉開了其長達27年連續盈利的帷幕。
1988年8月8日，廈門航空從美國波音公司接手其第一架自主購買并擁有產權的全新客機（此前廈航運營的均為中國南航與西南航空轉賣予廈航的舊飛機）。該飛機為波音737-25C先進型，（註冊號B-2524）該飛機為波音民機公司生產的最後一架波音737經典型客機。該飛機于2003年退役，并被轉售予印度藍鏢快遞公司（Blue Dart Express）。
1989年10月14日，厦航与波音公司签订购买 3架 B757-200飞机协议。
1991年，民航总局批复同意厦航将“蓝天白鹭”作为企业标识。同年，民航实行政企分离，成立了中国南方航空公司，民航广州管理局所持有厦航股权划归至南航名下。
1992年8月12日，厦航接收其第一架波音757-200型客机，B-2819，这架飞机也是美国波音公司交付给中国民航系统的第100架飞机。。该机于2008年退役，售予印度一家航空公司。
1992年9月27日，厦航引进了首架波音737-500型客机。
自1993年起，厦门航空调2架737-500飞机到福州，以当时的福州义序机场为基地开展营运，并于次年1月13日将福建航空公司（IATA代号：IV，ICAO代号：CFJ）划为旗下的全资子公司。2001年，原福建航空公司改制为厦门航空有限公司福州分公司。
1998年2月16日，中国民航总局在厦门人民大会堂颁予厦航民航安全金雁杯三连冠单位荣誉称号
2000年，厦门航空开通了厦门—曼谷的MF897/8航线，这是厦航的第一条国际航线。自2001年起，厦门航空有限公司除了航班客、货运业务以外，也开始经营厦门航空金雁酒店、武夷山机场和国际旅行社等相关业务。
2001年厦航在杭州设立过夜基地。此后厦航在杭州发展迅速，一度是杭州市场占有率最高的航空公司。该基地后改制成为分公司。
2005年4月8日，厦门航空公司南昌分公司成立，这是厦航在福建省外的首个分公司。
2006年7月，厦航杭州基地改制为厦航杭州分公司。杭州是目前是厦门航空在福建省以外最大的运营基地。
2008年初，厦门航空设立天津分公司，分支机构数量达到4家。这也是厦航首次在华北设立分公司。
2010年1月6日上午，厦门航空公司台湾分公司举行开业仪式。
2010年12月20日，冀中能源控股的河北航空投資集團有限公司同意以人民幣14.6億元（合2.19億美元）收購廈門航空有限公司15%的股權。注資後南方航空所持廈門航空的股權將從60%降至51%﹔廈門建發集團有限公司的股權將從40%降至34%。
2012年7月25日，厦门航空首次更换VI，徽标由“蓝天白鹭”变为“一鹭高飞”，飞机涂装主题由“改革乐章”变为“海阔天空”。本次廈航標識升級工作，先後邀請華人設計大師陳幼堅和美國波音指定設計團隊TEAGUE公司，經過反覆設計、修改、論證，最終確定了全新的企業標識。
2012年8月3日，厦门航空與美国波音民機公司簽訂购买意向書（LOI, letter of intent）購買40架波音737-800以及30架波音737MAX飞机，目录价超過60億美元（约合360亿人民币）。儘管在實際交易時波音公司應該會給予廈航一定的折扣，但是估計廈航最後將花費200億人民幣（约合32.5億美元按2012年匯率），單個航空公司如此大筆的訂單在中國民航界十分罕見。收购代价部份将以现金支付，另部份以与银行机构订立融资安排支付。這筆訂單目前正在等待民航局的批覆，一旦中國民航局批准，波音将于2016-19年向厦航交付飞机。屆時，廈航的機隊數量将會達到200架。
2012年11月，廈門航空正式加入ARC（Airlines Report Corporation）結算協調中心，并指定APG（Air Promotion Group）集團為其在美国的銷售總代理。受益於APG的幫助，2013年上半年廈門航空在沒有開通任何美國航線的情況下在美國境內銷售額就達到了50萬美元。
2012年12月26日，河北航投將其所持廈門航空15%股權以19.19億元人民幣轉讓予河北航空大股東冀中能源，而南航放棄對是次股權轉讓的優先購買權。至此，南航持有廈門航空51%股權，廈門建發及冀中能源則分別持有廈航34%和15%股權。
2013年5月31日，中國民用航空局頒予廈門航空有限公司新的經營執照，擴大經營範圍到所有國內、國際航線（含港澳臺）。
2013年8月31日，廈門航空簽署6架波音787-8寬體遠程客機的確定訂單，波音將在2014年7月（有媒體稱交付日期是7月25日，廈航及波音拒絕評論）至2015年10月間將這些飛機交付予廈門航空。廈航以目錄價格購買了這六架飛機，總價約12.6億美元。有猜測稱廈航放棄打折機會以換取更早的交付日期以儘早開通遠程國際航線。廈航計劃財務部副總經理楊軍稱，廈航在十三五末期（2020年以前）將再引進10架787，屆時總數將達到16架。
2013年11月13日，廈航機隊擴大至100架，第100架飛機為波音737-85CWL型（註冊號：B-5688），帶有第100架飛機紀念彩繪。當月，廈航總裁車尚輪借赴西雅圖交接第100架飛機之際，前往洛杉磯與加拿大溫哥華考察，並與當地機場部門會面商討開通廈門往返此兩地之航班。
2014年1月1日，廈門航空再次指定APG（Air Promotion Group）集團為其在另外6個國家的銷售總代理，這六個國家包括：澳大利亚，加拿大，法国，英国，荷兰以及菲律宾。此前廈門航空在2012年底已經指定APG為其在美国的銷售總代理。
2014年2月13日，中国民用航空局批准厦门航空成立北京和湖南分公司的申请，至此，厦门航空的分支机构数量达到六家。此後，同年3月23日，此兩家分公司分別獲得北京與湖南長沙本地工商部門頒發的營業執照。
2014年5月5日，廈門航空湖南分公司揭牌儀式在長沙黃花機場舉行，成為廈航的第5家分公司。
2014年8月29日，厦航在美国西雅图埃弗里特接收了其第一架波音787飞机，此机亦是厦门航空第一架宽体客机。该机中国国籍注册号B-2768。
2014年9月5日，廈門航空北京分公司正式掛牌成立，成為廈航的第6家分公司。
2015年-2018年，厦门航空正式开通11條洲際航線，分別飛往尼德蘭阿姆斯特丹史基浦機場、澳洲悉尼機場、澳洲墨爾本機場、加拿大溫哥華國際機場、美國西雅圖-塔科馬國際機場、美國紐約約翰·甘迺迪國際機場、美國洛杉磯國際機場和法國巴黎夏爾·戴高樂機場。此前，於2012年，廈門和溫哥華國際機場所在的列治文市正式簽約成為姐妹城市。
2018年5月，厦门航空接收首架波音737MAX飞机，此机亦是厦门航空机队第200架飞机。该机中国国籍注册号B-1288。
2018年8月3日，厦门航空泉州分公司正式揭牌成立，成为厦航第6家分公司（原厦航南昌分公司为基础组建江西航空有限公司）。
2018年10月26日，厦门航空重庆分公司正式揭牌成立，成为厦航第7家分公司。
2018年12月1日，厦门航空最后一架波音757（编号为B-2868）执行完上海虹桥-厦门的飞行任务后光荣退役，自此大中国无波音757型客运飞机。
2019年1月10日，厦门航空党委书记、董事长车尚轮因届满到期退休。
2019年4月，由於波音737 MAX 8型飛機暫時停飛，廈門航空有關方面正在思考回租部分波音757-200型客機填補運力。
2019年5月，受波音737 MAX停飞事件影响，厦门航空向波音公司提出索赔。由于厦门地处沿海，空气湿度大含盐量高，不利于飞机长期存放，其机队10架波音737 MAX 8飞机于5月25日起调至银川、石家庄、兰州等地封存。
2019年5月13日，厦航与三大国有航空公司共四家航司参与北京大兴国际机场首次真机试飞。
2019年9月19日，厦门航空上海分公司正式揭牌成立，成为厦航第8家分公司。
2019年9月25日，北京大兴国际机场出发的7个首航航班中，厦门航空和子公司河北航空各一架次。
2020年8月6日，厦航集团北方总部在北京正式揭牌，厦航整合总部、北京分公司、天津分公司及旗下河北航、江西航资源，厦航北方总部设置在北京大兴区星明湖，业务覆盖北京首都、大兴和天津滨海、石家庄正定机场。
2023年7月6日，厦航开通厦门—巴黎直飞航线，这是厦航开通的第12条洲际航线，也是疫情发生以来，厦航开通的首条洲际航线，同时这也是厦航继福州-巴黎航线停航三年半后，第二条可经由福建省城市直飞巴黎的航线。
2023年10月20日，厦航开通北京大兴-多哈直飞航线，这是厦航开通的首条飞往中东的航线，也是厦航在北京开通的第一条国际航线。
2023年10月31日，厦航在已有的北京大兴-多哈航线的基础上，开通厦门-多哈直飞航线，这也是福建省城市开通的首条飞往中东的国际航线。
2024年5月20日，在因疫情停航4年多后，厦航复航福州-纽约肯尼迪航线，这是目前厦航最远的国际航线。因先前俄罗斯领空无法使用，厦航原计划在纽约肯尼迪-福州航段在乌鲁木齐进行技术经停，但后面官宣该航段取消了乌鲁木齐的技术经停，继续保留直飞的形式。
2024年7月30日，厦航开通厦门-达卡-马累直飞航线，这也是福建省城市开通的首条飞往南亚的国际航线。

### 加入天合聯盟
2011年6月，廈航總經理車尚輪在天合聯盟年會中正式遞交了加入天合聯盟申請書，該項申請獲得聯盟全部成員一致通過；同年11月17日，天合聯盟正式公佈廈航加入聯盟的詳情，在意大利羅馬正式簽署加入天合聯盟意向書；並於2012年11月21日正式成為天合聯盟的第19位成員，並為聯盟新增了三個航空樞紐－廈門、福州和杭州，是中國大陸除三大國有航空公司（其中廈航之母公司南航已於2019年1月1日退出天合聯盟）和以附屬成員身份入盟的上海航空外首家加入全球三大航空聯盟的航空公司。

### 并购河北航空
2014年上半年，传出河北航空因经营不善将被厦门航空收购。据报道，河北航空近三年的亏损高达10亿人民币，而母公司冀中能源的主业——煤炭收益——亦日益缩水，因此才有出手河北航空的想法。期间厦航曾经辟谣仅仅是输出管理人员。
2014年7月7日，厦门航空内部人员开通的微信公众平台“长乐白鹭湾”发表了一篇关于厦航收购河北航空的文章，称“厦航正大力推进河北航重组项目。目前已与河北省人民政府、河北航空投资集团分别签订了相关备忘录和过渡期协议，派出经营班子顺利完成接管，即将于7月签订股权转让协议，8月完成股权交割。”7月15日，河北航空股权转让协议正式签署，厦航占比99.23%，沈阳中瑞投资有限公司持股0.77%。
2014年10月13日，厦门航空与河北航投签订《股权转让协议》。根据此协议，河北航投按照约定的条款和条件将其所持有的河北航空95.40%股权及其拥有的所有权益全部转让给厦门航空，厦门航空同意按照约定的条款和条件受让，收购金额为人民币6.8亿元。厦门航空将与四川航空集团有限责任公司签订股权转让协议，以人民币0.69亿元收购四川航空持有的河北航空3.83%的股权。截至2017年1月，厦门航空合计持有河北航空99.47%的股权，沈阳中瑞投资有限公司持股0.53%。

### 成立江西航空
2014年8月13日，厦航与江西省人民政府在南昌签署《合作备忘录》，商定在厦航江西分公司的基础上，由厦航与江西航空投资有限公司共同出资成立江西航空有限公司。厦航将持有江西航空60%的股份。
2015年12月，江西航空首飞，并从厦门航空划拨3架波音737-800（注册编号为B-5511、B-5512、B-5566）至江西航空。

### 两岸包机
厦门航空对两岸航线的关注可以追溯到1999年6月，厦门航空就与台湾复兴航空签订了一票到底跨航线转机的业务协议，转机地为澳门。
2005年，厦门航空获准参与第一次台商春节包机直航，执行广州—台北包机任务。2005年1月29日，厦航编号MF881的航班在该天首次接载台商由广州白云国际机场起飞，在上午9时45分成功降落台灣桃园国际机场，厦航客机是仅次于其控股公司中国南方航空公司第二架在台湾着陆的中国大陆的航空公司客机，也是当日最早返回到达大陆的航空公司。
2006年，厦门航空作为第二次台商春节包机新增厦门航点的唯一运营航空公司执行了厦门—台北、厦门—高雄航线的包机任务。同年，与台湾立荣航空等公司合作开展名为“华东一条龙”的华东地区台商经厦门、金门往返台湾各城市的空海空联运。
2008年12月15日，两岸实现真正直航，同时实现常态包机。厦门航空公司成为厦门、福州和杭州航点的运营航空公司，同时是厦门和福州航点的唯一运营者，执行的航线包括厦门—台北松山、厦门—台中、福州—台北松山及杭州—台北松山航线。
自2009年4月18日起，厦门航空执飞新开通的沈阳—台北包机航线，这是东北省会城市第一處直航包机點，也刷新當時两岸包机航线最遠紀錄。

### 组建空中客车机队

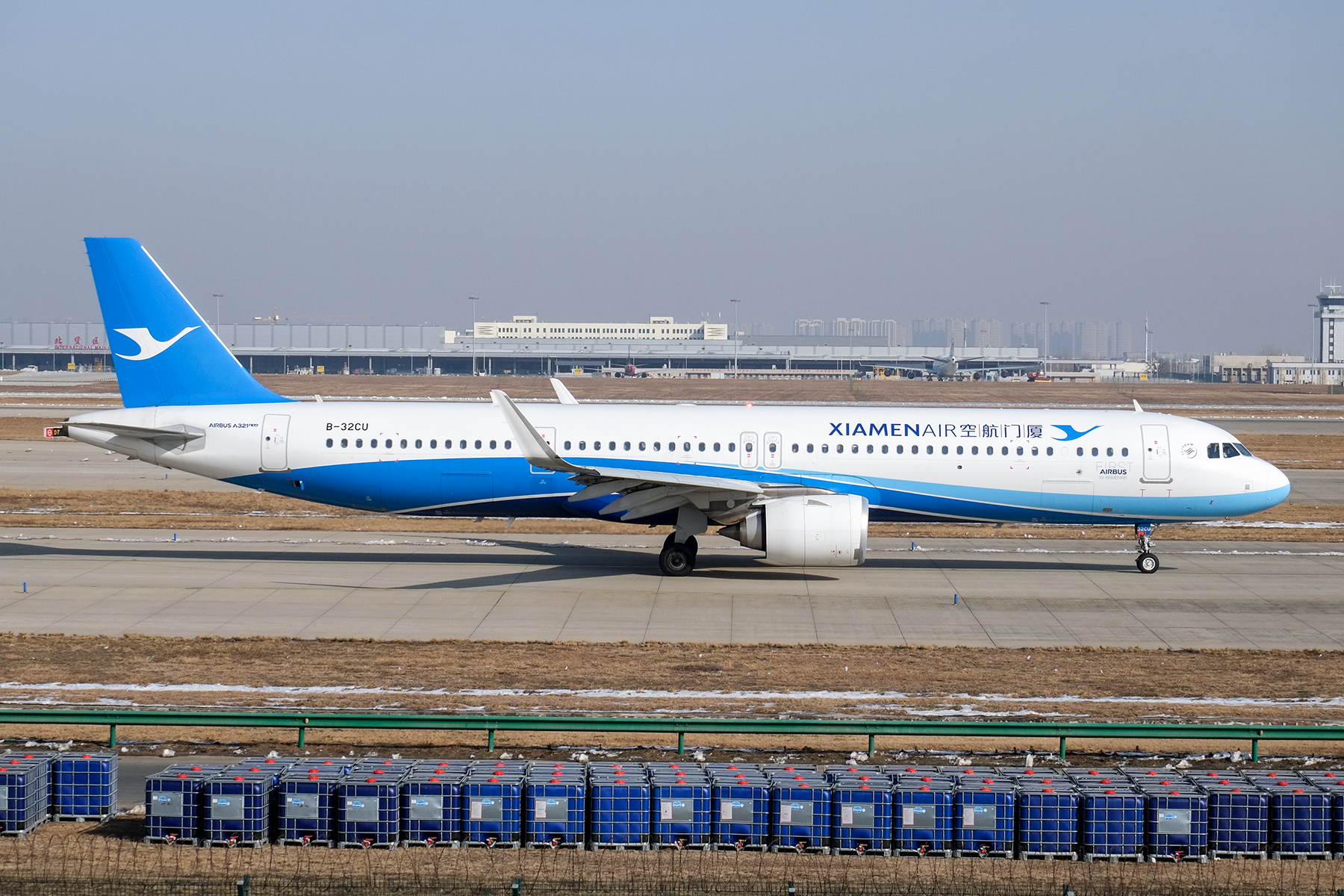
注册号为B-32CU的空中客车A321neo，该机为厦门航空的第一架空中客车客机，机身前部涂有英文"First Airbus for XiamenAir"的纪念标记。

厦门航空于2020年1月16日在其官网发布了一则“2021-2023年A321neo新飞机直租引进采购公告”，其中表示“我公司计划在2021年下半年-2023年采用经营租赁方式引进10架A321neo新飞机。现诚邀各租赁公司前来垂询洽谈。”这是厦航首度确认引进空中客车客机。
而早在2019年下半年厦航董事长赵东就前往法国图卢兹参观欧洲空中客车公司并寻求合作。
2021年10月20日，厦门航空发布“空客A320Neo机型培训”项目进行供应商招募公告，现邀请符合条件的供应商报名。根据公告要求，厦航拟在2021年12月初委托签约的培训机构实施1期符合CCAR-147规范的机型培训，以确保在2022春运开始前有24人完成空客A320Neo机型培训。
2021年10月29日，厦航大股东中国南方航空召开董事会会议，表决通过《关于厦门航空有限公司经营租赁15架A321NEO飞机的议案》，这意味厦航引进空客客机进入全面实施阶段
2021年11月5日，第四届中国国际进口博览会开展首日，厦门航空与CFM国际正式签订33台用于空客飞机的LEAP-1A发动机及相关航材的采购和维修服务协议，总交易金额达18.6亿美元。
2022年7月25日，厦门航空成立38年之際，空中客车公司官方微博等在中国大陆的官方号发出贺图，同时首度展示了厦航A321neo的效果图，引发中国大陆民航爱好者的关注。
2023年1月1日，新年第一天。在经过12小时的飞行后，厦门航空首架A321neo（B-32CU）从空客德国汉堡工厂经由塔什干抵达厦门高崎国际机场，并举行了代表航空业最高礼仪的水门仪式。此前厦门航空已向空客确认订购了40架A321neo（15架租赁，25架直接购入）。该机（B-32CU）就是租赁的15架中的第一架飞机。该机配备了商务舱8席，经济舱200席（C8Y200）的两舱布局，全机座椅均由来自中国湖北省的航宇嘉泰航材制造公司所打造。由2具CFM国际的LEAP-1A32发动机提供动力。该机的到来宣告了厦门航空自成立38年的全波音机队成为历史，正式踏入了空客波音双机队的时代。
2023年2月11日，厦门航空A321neo进行了首次商业载客首航，航线为厦门高崎-北京大兴。由于厦航并没有为其A321neo额外选装副油箱，因此该机目前仅执行在中国境内的国内航班任务。截至2024年4月，厦航租赁的15架A321neo已全部接收完毕，执行航线遍布全中国各地。其中注册号B-32G9的A321neo是厦航目前唯一一架在空客天津组装工厂生产制造并交付的飞机。其余14架均由空客位于德国的汉堡工厂所生产。

## 白鹭常旅客飞行奖励计划
廈門航空的白鷺常旅客飛行獎勵計劃是中國航空公司中最早的常客獎勵計劃之一，旨在吸引商務旅客。
白鷺卡為白鷺常旅客飛行計劃積分所用的磁卡，曾經需要在乘坐廈航航班登機后交予廈航乘務員以刷卡記錄，之後積分會以實體里程券方式寄送給會員。會員可以前往廈航營業網點進行兌換。目前白鷺飛行計劃的積分已經全部電子化并網絡化，購票時自動積累，並能在廈航官網補錄，兌換。
白鷺常旅客飛行獎勵計劃分為白鷺普卡、白鷺銀卡、白鷺金卡、白鷺白金卡與白鷺黑鑽卡，其中銀卡和金卡相當於天合聯盟精英會員（Elite），白金卡和黑鑽卡相當於天合聯盟超級精英會員（Elite Plus）。升級后可享受免費升艙，免費額外行李，頭等艙休息室等貴賓服務。
白鷺會員可依靠乘坐廈航集團及天合聯盟成員之航班積累里程及航段，積累一定數額后方可以升級。廈航亦提供聯名信用卡消費等其他累積方式。目前廈航積分累計方法為國內最優之一，例如通常其他航空公司全價經濟艙（Y艙）只能獲贈100%－125%的積分，而廈航白鷺會員則能積累200%的積分。
| 艙位   | 艙位         | 積分          | 航段 |
| ------ | ------------ | ------------- | ---- |
| 頭等艙 | F            | 標準里程×300% | 2    |
| 頭等艙 | A            | 標準里程×250% | 1.5  |
| 商務艙 | J            | 標準里程×250% | 1.5  |
| 商務艙 | C            | 標準里程×200% | 1.5  |
| 商務艙 | D            | 標準里程×150% | 1.5  |
| 商務艙 | I            | 標準里程×130% | 1    |
| 商務艙 | O            | 標準里程×50%  | 1    |
| 經濟艙 | Y            | 標準里程×200% | 1    |
| 經濟艙 | H，B（国际） | 標準里程×100% | 1    |
| 經濟艙 | H（国内）    | 標準里程×200% | 1    |
| 經濟艙 | B（国内）    | 標準里程×125% | 1    |
| 經濟艙 | M，L         | 標準里程×100% | 1    |
| 經濟艙 | K，N，Q，V   | 標準里程×50%  | 1    |
| 經濟艙 | P（国际）    | 標準里程×50%  | 1    |
| 經濟艙 | T（国内）    | 標準里程×25%  | 0    |
| 經濟艙 | R（国内）    | 標準里程×10%  | 0    |

- 無法積分的情況包括: 
  1. 厦航团体票、奖励机票（含奖励积分免票）、特殊舱位和促销优惠机票。
  2. 临时包机航班。
  3. 航班延误或取消后，旅客改乘非厦航集团或天合联盟承运的航班。
  4. 国际联程中转的国内航段。

| 级别         | 级别   | 权益 | 定级标准 |
| ------------ | ------ | --- | --- |
| 超级精英会员 | 黑钻卡 | - 免费升舱：头等舱有空位时（需要有可用性），若所购机票舱位为商务舱J时，可有机会免费由商务舱升为头等舱。 - 使用贵宾休息室候机，並可攜帶同航班另外两名旅客 - 额外免费行李：40千克（限一件） - 头等或商务舱柜台办理值机并托运行李 - 积分奖励：标准里程的50% - 优先候补，優先訂座                | 连续的12个月内所累积的定级積分达到15万定级积分，或有效航段90段， 保级标准：在二年有效期内，所累积的定级積分达到28萬分或有效航段180段                                    |
| 超级精英会员 | 白金卡 | - 免费升舱：商務艙有空位时（需要有可用性），若所购机票舱位为經濟艙Y时，可有机会免费由普通舱升为头等舱。 - 贵宾休息室候机，並可攜帶同航班另外一名旅客 - 额外免费行李：30千克（限一件） - 头等或商务舱柜台办理值机并托运行李 - 积分奖励：标准里程的30% - 优先候补，優先訂座                    | 连续的12个月内所累积的定级積分达到10万分，或有效航段60段， 保级标准：在二年有效期内，所累积的定级積分达到18萬分或有效航段120段                                          |
| 精英会员     | 金卡   | - 免费升舱：商務艙有空位时（需要有可用性），若所购机票舱位为經濟艙Y时，可有机会免费由普通舱升为头等舱。 - 使用贵宾休息室候机，仅限会员本人 - 额外免费行李：20千克（限一件） - 头等或商务舱柜台办理值机并托运行李 - 积分奖励：标准里程的15% - 优先候补，優先訂座                              | 连续的12个月内所累积的定级積分达到6万分，或有效航段35段， 保级标准：在二年有效期内，所累积的定级積分达到11萬分或有效航段70段                                            |
| 精英会员     | 银卡   | - 免费升舱：商務艙有空位时（需要有可用性），若所购机票舱位为經濟艙全價Y舱时，可有机会免费由普通舱升为头等舱，一年最多5次 - 头等舱休息室候机，僅限本人进入厦航自营休息室 - 额外免费行李：10千克（限一件） - 头等或商务舱柜台办理值机并托运行李 - 积分奖励：标准里程的10% - 优先候补，優先訂座 | 连续的12个月内所累积的定级積分达到4万分，或有效航段20段， 保级标准：在银卡的二年有效期内，任意一年的定级積分达到7萬分或有效航段30段，未达到保级标准者将降级为普卡会员。 |

## 机队
截至2019年8月，机队规模（含子公司江西航空、河北航空）达到206架飞机，平均机龄5年。
随着厦航将于2022年10月以经营租赁形式正式引进15架空中客车A321neo，厦航将结束自创立以来37年纯波音机队的纪录，开启空客波音双机队新时代。
目前，厦门航空按惯例在中国国内航线上以商务舱座椅提供头等舱（F舱）服务。在国际和地区航线上则照常提供商务舱（C舱）和经济舱服务。波音787-8型飞机的头等舱和商务舱都拥有可以180度平躺的座椅，并且在三个舱位都配有松下EX3个人电视娱乐系统，并配备充电插座与USB接口。B-2760、B-2761、B-2762及其后接收的787-9带有机上无线Wi-Fi上网功能。

### 歷史機隊
- 运-7（继承自福建航空公司）
- 波音737-200
- 波音737-300
- 波音737-500
- 波音757-200

### 相关趣闻
- 厦门航空在1988年8月8日接收的B-2524波音737-200ADV型客机，是波音生产的最后一架波音波音737-200型客机。
- 厦门航空曾经在90年代计划购买 波音767-300ER型飞机，不过最后并没有购买波音767型飞机 ，而是购买了载客更小航程更短的波音757-200型飞机。
- 厦门航空曾经在2005年与其他5家中国航空公司一同购买了波音787型飞机，厦航订购了3架，后来鉴于公司战略考虑，置换订单为6架波音737-800型客机。并于2011年重新订购6架波音787型飞机。
- 虽然厦门航空是波音高高原型波音737-700型飞客机的启动用户，但首架737-700却交付给了美国的西南航空。

## 航点
厦航与目前与如下航空公司实行代码共享合作：
| 航空公司         | 航线                                                                     | 备注                             |
| ---------------- | ------------------------------------------------------------------------ | -------------------------------- |
| 华信航空         | 厦门-台北桃园、高雄、福州-台北松山、台北桃园                             | 與母航空中華航空均为天合联盟成员 |
| 中国南方航空     | 厦门-广州 等大量航线                                                     | 中国南方航空是厦门航空的母公司   |
| 中国东方航空     | 厦门-上海浦东、上海虹桥等航线                                            | 均为天合联盟成员                 |
| 荷兰皇家航空     | 厦门-阿姆斯特丹、单向共享厦门-武汉、青岛、杭州、成都、长沙、南京、新加坡 | 均为天合联盟成员                 |
| 印度尼西亚鹰航空 | 厦门、福州-新加坡、雅加达、厦门-巴厘岛                                   | 均为天合联盟成员                 |
| 大韩航空         | 厦门-首尔                                                                | 均为天合联盟成员                 |
| 日本航空         | 厦门-东京，厦门-大阪，福州-大阪，杭州-大阪                               |                                  |
| 马来西亚航空     | 厦门-吉隆坡                                                              |                                  |
| 河北航空         | 所有航线共享                                                             | 河北航空是厦门航空子公司         |
| 江西航空         | 所有航线共享                                                             | 江西航空是厦门航空子公司         |
| 卡塔尔航空       | 北京大兴-多哈                                                            |                                  |

## 荣誉
厦门航空是唯一获得中国民航最高安全奖“金雁杯”和“金鹰杯”双杯三连冠的航空公司，也是中国民航业获得安全奖杯最多的。截止2014年第一季，厦门航空已经连续七个季度斩获中國民航資源網出版的《中國大陸航空公司服務測評》中中国大陆最佳航空公司的殊榮，同时亦是该机构评选的2013年年度中国大陆最佳航空公司。
在2014年第一季度CAPSE中国大陆航空公司测评中，厦门航空是唯一一家综合得分超过4分的航空公司。在该评比的8个大项目中，厦航获得5个第一，2个第二，1个第三。在该评比的30个小项目中，厦航获得22个第一。
依照航班量排名，厦门航空是中国大陆第五大航空公司，世界第37大航空公司（该排名通常在35-41名之间浮动）。依照旅客运输量排名，厦门航空是中国大陆第六大航空公司。

### Skytrax評估
| 年度 | 獎項                     | 排名    |
| ---- | ------------------------ | ------- |
| 2016 | 全球最佳航空公司         | 第110名 |
| 2017 | 全球最佳航空公司         | 第94名  |
| 2019 | 全球最佳航空公司         | 第114名 |
| 2021 | 全球最佳航空公司         | 第84名  |
| 2024 | 三星級航空公司           | 不適用  |
| 2024 | 中國地區最佳航空公司員工 | 第7名   |
| 2024 | 中國地區最佳航空公司     | 第9名   |

## 未来战略与规划
廈門航空目前實施“立足福建，做足華東，深入中西”的戰略規劃，以及“向西飛，向高飛，向遠飛”的戰略目標。
除此之外，廈航逐渐发力洲際航線。自2015年7月开通廈門至阿姆斯特丹航線以来，厦航已初步构建起连接欧、美、澳的空中航线网络，并于2015-2018年新开悉尼、墨尔本、温哥华、西雅图（已停办）、纽约、洛杉矶、巴黎等航点，2023年10月20日与31日，厦航开通北京大興至多哈至及厦门至多哈的航线，2024年7月30日，厦航开通厦门-达卡-马累的航线。借助于厦门市“72小时过境免签”政策，厦航陆续推出了行李直挂、中转免费住宿、中转出行秘书等服务，不断提升厦门的国际中转枢纽地位。

## 事故
廈航至2013年末為止已實現連續335個月安全飛行，但於2008年發生跑道入侵事件，拒絕聽從塔台指示甚至抹除黑盒记录试图逃避责任。90年代劫機潮時多次被劫往臺灣，其中大部份安全降落，僅1990年10月B-2510發生機毀人亡的劫機事件。

### 劫機
- 1988年5月12日，由波音737-200型（編號B-2510）飞机执行的厦航8397次厦门—广州航班时被乘客张庆国、龙贵云以暴力劫机，最终降落在台中清泉岗机场，这是大陆民航客机第一次被直接劫持到台湾降落[40]。
- 1990年10月2日，由曾被劫持往台湾的波音737-200型（編號B-2510）飞机执行的厦门航空8301次厦门—广州航班在起飞后被劫持，于广州上空盘旋一段时间后于白云机场紧急降落，期间飞行员与劫机者搏斗，在跑道降落滑行时冲出跑道，撞毁在停机坪上的中国西南航空的一架波音707-320C型客机及一架中国南方航空公司波音757-200型客机，导致128人死亡，52人受伤，两架飞机被毁，一架飞机严重受损[41]。
- 1993年6月24日，由波音737-200型B-2501号飞机执行的厦门航空8514次常州—厦门航班在准备降落时被乘客张文龙以塑胶手枪和弹簧刀劫持飞往台湾，飞行员基于安全考量答应其要求，并于下午15时31分安全抵达臺灣桃園中正国际机场。
- 同年11月5日，由波音737飞机执行的厦门航空8301次广州—厦门航班在起飞后不久被河北籍乘客张海以电线伪装炸药劫持飞往台湾，并最终安全降落在台北桃园中正国际机场。
- 同年12月12日，由波音737-200型B-2516号飞机执行的厦门航空8606次哈尔滨—厦门在飞行至距福州100多公里处时被乘客祁大全以引爆炸药威胁劫持飞往台湾，并于下午16时04分抵达台湾桃园中正国际机场。
- 同年12月28日，由运-7飞机执行的福建航空518次赣州—厦门航班在飞至漳浦县空域时被乘客罗昌华、王玉英以装在五号电池内的雷管劫持降落在台北桃园中正国际机场[42]。
- 1996年11月15日和1999年6月12日，厦门航空公司的航班也曾遭劫持未遂，但进一步的资料不详[43][44]。
- 2002年5月10日，由波音737飞机执行的厦门航空8336次深圳—厦门航班在起飞后不久被32岁男性歹徒用匕首劫持，扬言劫机前往台湾，但被机上的乘警制服[45]。

### 機件故障
- 2003年3月12日上午，由曾经被劫持的波音737-200型B-2516号飞机执行的厦门航空8415次厦门—宁波航班在寧波櫟社國際機場离开登机桥时被牵引车撞伤，事后拆去引擎后报废，但没有造成人员伤亡[46]，机身被厦航捐赠予中国民航学院（现中国民航大学）。
- 2008年4月30日晚，廈門航空的波音737-700型B-2992號飛機在執飛MF8052號航班時，未聽從塔台指示目視中國南方航空公司CZ6621航班起飛，擅自誤入10號跑道未通知塔台自行掉頭準備離開。此時中國南方航空公司CZ6621航班已經開始起飛加速，發現已經來不及躲避的廈航班機在無線電中狂呼，要求塔台下令南航班機中斷起飛。南航班機聽到廈航的呼叫後，未等塔台下達指令便立即開始緊急剎車並向一側轉向躲避。 53分56秒，飛機完全停止，此時兩架飛機前輪相距僅35米。事後，廈航班機並沒有聽從塔台指示取消航班接受調查，甚至抹除黑盒記錄試圖逃避責任。最終廈航機長被吊銷飛行執照，終身禁飛。廈航班機的航線經營權亦被撤銷。[47]
- 2014年10月1日約晚上8點，廈門航空首架的波音787客機（編號B-2768）原定執行MF8120航班由北京往福州，正當準備離開北京首都國際機場執行該航班時，因移動廊橋在撤離過程中，廊橋底部刮碰到飛機左發動機進氣整流罩上部，導致發動機整流罩受損，飛機無法起飛，已登機的旅客改由另一架波音737-800客機（編號B-5302）執行該航班，而受損的波音787客機需進一步檢修，目前將暫停執行所有航班任務，事故發生原因正在調查中[48]。
- 2018年8月16日晚，厦门航空一架编号B-5498的波音737-800执行MF8667航班时在马尼拉尼诺伊·阿基诺国际机场在强降雨天气下滑出跑道。机上157名旅客和8名机组人员全部安全撤离，并未出现人员伤亡。事故发生的原因还在调查中。[49][50]受此影响，事故飞机停放在该机场供大型飞机起降的06/24跑道上而造成该跑道长时间关闭，至18日中午该跑道才重新开放[51][52]。
- 2018年10月25日，厦门航空一架由重庆飞往拉萨的MF8411航班，在拉萨降落前出现机械故障报警。机组在执行相应处置程序后，于14：52正常落地，较计划到达晚1小时13分钟。目前机务人员正在对飞机进行检查[53]。
- 2023年10月26日凌晨，厦门航空一架注册号为B-1457的客机在杭州萧山机场停机坪停留过夜时，遭地面一辆汽车意外刮蹭，造成飞机右发进气整流罩轻微损伤。厦航表示此次事件无人员受伤，修复后该架飞机已投入正常运营，发生原因正在进一步调查中。[54]
- 2025年2月18日，廈門航空於微博發佈一則通知，一部波音737-800於杭州蕭山機場過夜時，被當地的一部地勤車輛刮傷，客機的右引擎整流罩損毀，無人受傷，飛機經修理後已重投服務[55]。

### 拒付波音客機
2025年4月19日，傳媒報導一原部屬廈門航空的全新波音737 Max-8客機，在波音位於中國舟山的廠房被廈航拒付，客機最終被迫原路折返美國，有指此事受到中美關稅戰影響，中國政府下令禁止交付所有波音製造的飛機所致。